# Goldwasser de Danzig

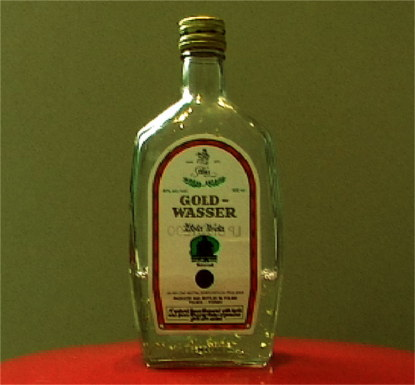
Botella de Goldwasser.

Goldwasser de Danzig (denominado en alemán: Danziger Goldwasser) es la marca registrada de un fuerte aguardiente de 40 % que se produce en la comarca de Danzig (Gdansk) desde 1598. Se caracteriza por contener panes de oro y de plata en su interior. El nombre de este licor en alemán es compuesto y se puede traducir como 'agua' (Wasser) 'de oro' (Gold).

## Contenido
La base de esta bebida se hace desde el siglo XVI con hierbas y otros condimentos, tales como cardamomo, coriandro y limón, con añadidura también de pomelo, laurel, junípero, lavanda, canela, apio y nuez moscada. Todos estos ingredientes le confieren un característico sabor ligeramente dulzón. La añadidura de pequeñas virutas de oro y plata posiblemente refuerzen el sabor de la mezcla de hierbas, pero esto aún no ha sido demostrado.